# Érfi
Érfi, en grec moderne : Έρφοι, est un village du dème de Réthymnon, en Crète, en Grèce. Selon le recensement de 2011, la population d'Érfi compte 141 habitants. Le village est situé à une altitude de 208 m et à 17 km de Réthymnon.

## Recensements de la population
| Recensements | 1913 | 1928 | 1940 | 1951 | 1961 | 1971 | 1981 | 1991 | 2001 | 2011 |
| ------------ | ---- | ---- | ---- | ---- | ---- | ---- | ---- | ---- | ---- | ---- |
| Population   | 343  | 244  | 260  | 232  | 378  | 396  | 423  | 317  | 280  | 141  |